# Antonio Casimir Cartellieri
Antonio Casimir Cartellieri (Danzica, 27 settembre 1772 – Libčeves, 2 settembre 1807) è stato un compositore tedesco, di padre italiano e madre lettone.

## Biografia
I suoi genitori erano cantanti: il padre Antonio Maria Gaetano era un tenore italiano e la madre Elisabeth Böhm una cantante originaria di Riga. Quando essi si separarono, nel 1786 ca., egli andò con la madre a vivere a Berlino. Ivi ricevette le prime lezioni di composizione. Nel 1791 prese il posto di compositore di corte presso il conte Oborsky e l'anno successivo fu nuovamente a Berlino, dove riscosse notevole successo con la cantata Contimar und Zora e con il singspiel Die Geisterbenschwörung. Grazie al sostegno del suo datore di lavoro poté recarsi a Vienna, ove si perfezionò con Antonio Salieri e Johann Georg Albrechtsberger. Nel 1795 conobbe Ludwig van Beethoven, assieme al quale studiò musica. Sempre in questo anno mise in scena l'oratorio Gioas re di Giuda. Nel 1796 accettò l'invito dei principi Lobkowicz di essere assunto presso la loro corte come compositore, posto che gli garantì indipendenza economica e molta stima. Nel 1803 si sposò con Franziska Kraft, dal quale matrimonio nacquero tre figli. A soli 35 anni morì d'infarto. Fino alla morte rimase in amicizia con Beethoven.

## Considerazioni sull'artista
La musica di Cartellieri in parte risulta essere stata influenzata dai contemporanei viennesi e in alcune sue caratteristiche anticipa il romanticismo. Il famoso canone Oh come lieto in seno della sua opera Il segreto fu erroneamente attribuito a Wolfgang Amadeus Mozart.

## Lavori

### Musica vocale profana

#### Opere
- Die Geisterbeschwörung (Singspiel in due atti di C. Herklotz, 1793, Berlino)
- Anagarda Regina di Boemia (opera eroicomica in due atti, libretto Tenente de Gamerra, 1799, Vienna)
- Der Rübezahl (opera comica in tre quadri, 1801)
- Il segreto (farsa per musica, 1804)
- Atalinda (opera eroicomica)
- Il duello fortunato (farsa per musica)
- Il giudice nella propria causa (commedia per musica)

#### Altra musica vocale
- Kontimar und Zora (poemetto musicale, 1792, Berlino)
- Siegesfeier (1797, Vienna)
- Numerose arie, duetti, trii e quartetti

### Musica vocale sacra
- Gioas re di Giuda (azione sacra in due parti, libretto di Pietro Metastasio, 1794, Vienna)
- La purificazione di Maria Vergine (oratorio, libretto di Luigi Prividali, 1807, Praga)
- Per celebrare la festività del Santissimo Natale (oratorio, libretto di Luigi Prividali)
- 11 Messe
- Numerosi mottetti, offertori, graduali e altri lavori sacri minori

### Musica strumentale
- 3 sinfonie (in do minore, in mi maggiore, in do maggiore)
- 5 concerti
- 3 divertimenti per fiati
- Türkische Musik
- Notturno
- Andantino con variazioni per pianoforte
- Numerosa musica per orchestra e da camera

## Discografia
- Antonio Casimir Cartellieri: Viennese Wind Divertimenti, Consortium Classicum
- Antonio Casimir Cartellieri: Bläsersextette, Dieter Klöcker, Consortium Classicum - MDG/Naxos 301 1177-2
- Antonio Cartellieri: Christmas Oratorio, Chorus Musicus Cologne, The New Orchestra, The New Orchestra
- Cartellieri: Concerto for 2 Clarinets; Movement for Clarinet; Concerto for Flute, The Czech Philharmonic Chamber Orchestra